# A Korona (televíziós sorozat)
A Korona (eredeti cím: The Crown) 2016 és 2023 között bemutatott televíziós történelmi drámasorozat II. Erzsébet királynő uralkodásáról. Peter Morgan alkotta és írta elsősorban, a Left Bank Pictures és a Sony Pictures Television készítette a Netflix számára.
A Netflix 2016. november 4-én mutatta be az első évadot, amelyet a második évad követett 2017. december 8-án. A harmadik évad 2019. november 17-én került képernyőre, majd a negyedik 2020. november 15-én, ezt követte az ötödik évad 2022. november 9-én. A hatodik évad első négy epizódja 2023. november 16-án került bemutatásra, míg a többi hat epizód 2023. december 14-én.  
Magyarországon a sorozat első évadja 2019. március 4-én jelent meg felirattal. A második évad 2019. március 2-án jelent meg felirattal. A harmadik évad megjelenésével az egész sorozat magyar szinkront kapott 2019. november 17-én.
A sorozat 2. évadának 9. részében több magyar helyszín is felismerhető. A készítők Németországban játszódó jeleneteket vettek fel Sopronban és Fertődön.
2021-ben a sorozat a Primetime Emmy-díj dráma kategóriájában mind a hét díjat elnyerte.

## Szereplők

### Főszereplők
| Színész              | Megjelenés | Karakter                                     | Magyar hang                |
| -------------------- | ---------- | -------------------------------------------- | -------------------------- |
| Claire Foy           | 1–2. évad  | II. Erzsébet királynő                        | Solecki Janka              |
| Olivia Colman        | 3–4. évad  | II. Erzsébet királynő                        | Hűvösvölgyi Ildikó         |
| Imelda Staunton      | 5–6. évad  | II. Erzsébet királynő                        | Kiss Erika                 |
| Matt Smith           | 1–2. évad  | Fülöp herceg                                 | Kálid Artúr                |
| Tobias Menzies       | 3–4. évad  | Fülöp herceg                                 | Kálid Artúr                |
| Jonathan Pryce       | 5–6. évad  | Fülöp herceg                                 | Dunai Tamás, Csernák János |
| Vanessa Kirby        | 1–2. évad  | Margit hercegnő                              | Pápai Erika                |
| Helena Bonham Carter | 3–4. évad  | Margit hercegnő                              | Zakarias Éva               |
| Lesley Manville      | 5–6. évad  | Margit hercegnő                              | Vándor Éva                 |
| Victoria Hamilton    | 1–2. évad  | Erzsébet királyné                            | Orosz Anna                 |
| Marion Bailey        | 3–4. évad  | Erzsébet királyné                            | Zsurzs Kati                |
| Marcia Warren        | 5–6. évad  | Erzsébet királyné                            | Tímár Éva                  |
| Eileen Atkins        | 1. évad    | Mária királyné                               | Tímár Éva                  |
| Jeremy Northam       | 1–2. évad  | Robert Anthony Eden                          | Rosta Sándor               |
| Ben Miles            | 1–2. évad  | Peter Townsend                               | Jakab Csaba                |
| Timothy Dalton       | 5. évad    | Peter Townsend                               | Jakab Csaba                |
| Greg Wise            | 1–2. évad  | Lajos Ferenc herceg (Lord Louis Mountbatten) | Fazekas István             |
| Charles Dance        | 3–4. évad  | Lajos Ferenc herceg (Lord Louis Mountbatten) | Ujréti László              |
| Jared Harris         | 1–2. évad  | VI. György király                            | Lux Ádám                   |
| John Lithgow         | 1–3. évad  | Winston Churchill                            | Barbinek Péter             |
| Harriet Walter       | 1. évad    | Clementine Churchill                         | Tóth Judit                 |
| Alex Jennings        | 1–2. évad  | Windsor hercege                              | Lippai László              |
| Derek Jacobi         | 3. évad    | Windsor hercege                              | Fodor Tamás                |
| Lia Williams         | 1–2. évad  | Windsor hercegnéje                           | Vándor Éva                 |
| Geraldine Chaplin    | 3. évad    | Windsor hercegnéje                           | Igó Éva                    |
| Anton Lesser         | 2. évad    | Harold Macmillan                             | Epres Attila               |
| Matthew Goode        | 2. évad    | Antony Armstrong-Jones                       | Rajkai Zoltán              |
| Ben Daniels          | 3. évad    | Antony Armstrong-Jones                       | Rátóti Zoltán              |
| Jason Watkins        | 3. évad    | Harold Wilson                                | Gyabronka József           |
| Erin Doherty         | 3–4. évad  | Anna hercegnő                                | Varga Klára                |
| Claudia Harrison     | 5–6. évad  | Anna hercegnő                                | Peller Anna                |
| Rosalind Knight      | 1. évad    | Aliz hercegnő                                | ?                          |
| Sophie Leigh Stone   | 2. évad    | Aliz hercegnő                                | ?                          |
| Jane Lapotaire       | 3. évad    | Aliz hercegnő                                | Halász Aranka              |
| Josh O'Connor        | 3–4. évad  | Károly herceg                                | Bódy Gergő                 |
| Dominic West         | 5–6. évad  | Károly herceg                                | Stohl András               |
| Michael Maloney      | 3. évad    | Edward Heath                                 | Holl Nándor                |
| Emerald Fennell      | 3–4. évad  | Kamilla Shand                                | Balogh Anna                |
| Olivia Williams      | 5–6. évad  | Kamilla Shand                                |                            |
| Andrew Buchan        | 3–4. évad  | Andrew Parker Bowles                         |                            |
| Emma Corrin          | 4. évad    | Diána hercegné                               | Törőcsik Franciska         |
| Elizabeth Debicki    | 5–6. évad  | Diána hercegné                               | Mikecz Estilla             |
| Gillian Anderson     | 4. évad    | Margaret Thatcher                            | Fehér Anna                 |
| Stephen Boxer        | 4. évad    | Denis Thatcher                               | Orosz István               |
| Marc Ozall           | 4. évad    | John Major                                   |                            |
| Jonny Lee Miller     | 5. évad    | John Major                                   | Széles Tamás               |
| Flora Montgomery     | 5. évad    | Norma Major                                  |                            |
| Bertie Carvel        | 5–6. évad  | Tony Blair                                   |                            |
| Salim Daw            | 5–6. évad  | Mohamed Al-Fayed                             |                            |
| Khalid Abdalla       | 5–6. évad  | Dodi Fayed                                   |                            |
| Ed McVey             | 6. évad    | Vilmos herceg                                |                            |
| Luther Ford          | 6. évad    | Herry herceg                                 |                            |
| Meg Bellamy          | 6. évad    | Catherine hercegné                           |                            |

## Epizódok
| Évad | Évad | Epizódok           | Eredeti sugárzás   | Magyar sugárzás    | Adó |
| ---- | ---- | ------------------ | ------------------ | ------------------ | --- |
|      | 1    | 10                 | 2016. november 4.  | 2019. március 4.   |     |
|      | 2    | 10                 | 2017. december 8.  | 2019. március 2.   |     |
|      | 3    | 10                 | 2019. november 17. | 2019. november 17. |     |
|      | 4    | 10                 | 2020. november 15. | 2020. november 15. |     |
|      | 5    | 10                 | 2022. november 9.  | 2022. november 9.  |     |
|      | 6    | 4                  | 2023. november 16. | 2023. november 16. |     |
| 6    | 6    | 2023. december 14. | 2023. december 14. |                    |     |